# 石龙乡 (乐山市)
石龙乡，是中华人民共和国四川省乐山市市中区曾经下辖的一个乡。2019年12月，撤销石龙乡，将原石龙乡红月村和平和村所属行政区域划归土主镇管辖，原石龙乡乐加村、流村村、松柏村、努力村所属行政区域划归白马镇管辖。

## 行政区划
石龙乡撤销前下辖以下地区：
龚家坳社区、乐加村、平和村、红月村、松柏村、流村、努力村和临江村。